# 隻狼：暗影雙死
《隻狼：暗影雙死》是由From Software開發與動視發行，於2019年3月22日在Microsoft Windows、PlayStation 4和Xbox One平台上發售的動作冒險遊戲。本作的總監為宮崎英高，系統方面有同公司忍者動作遊戲「天誅」系列的暗殺系統的潛行要素。遊戲背景設定在日本戰國時代末期，在名為「葦名國」的架空舞台展開。講述忍者隻狼從葦名武士手上拯救其主人之經歷。
截至2020年7月，本作所有版本在全球的銷量合計已超過500万套；亦获得了各种奖项的提名，赢得了2019年度游戏大奖的最佳动作冒险游戏和年度最佳游戏奖项。2023年9月，官方宣佈全球累積銷量已超過1000萬套。

## 遊戲玩法
《隻狼：暗影雙死》是一款第三人稱視角動作冒險遊戲。與同屬From Software的魂系列相比，遊戲少了諸如設計角色和職業裝備升級等角色扮演元素，也沒有多人模式。《隻狼：暗影雙死》的戰鬥方式不只是常規的直接削減生命值，而是亦可以使用武士刀擾亂他們的平衡或姿態以達致必殺一擊。遊戲還有潛行的成份，玩家可以在不被發現的情況下迅即處決敵人。此外玩家角色亦有使用各種工具協助其戰鬥和探索的能力，例如抓鉤和忍具等。

## 情节

### 設定
遊戲的背景是16世紀末架空的戰國時代後期的日本。玩家操縱的是一位名叫「狼」的獨臂忍者，其目的是拯救主人。

### 角色
隻狼（Sekiro）　配音員：浪川大辅（日语） 諾申爾·達拉爾（英语）
魁忍貓頭鷹派去侍奉于御子九郎的忍者，是被貓頭鷹在戰場上撿回的孤兒，並命名為「狼」。性格沉默寡言，總是皺著眉頭並板著臉孔。主人遭掳时被葦名弦一郎斩掉左手臂，之後從佛雕師（隻猩，即飛猿）得到了「忍義手」，與偽裝成“獵殺潛入葦名城的老鼠而來”的“天狗”的葦名之主·一心見面後，被他稱為「隻狼」。为了夺回主人，隻狼展開漫長旅程。
雖然總是面無表情，給人冷漠的感覺，但實際上會對弱者有同情心、對受傷者也會表示關心，可見並不是沒有感情的人。
平田宅邸遇襲事件中打敗蝴蝶夫人後被義父梟從背後刺殺，一度死去的他，被九郎的龍胤之血救活；作為代價，他的右眼周邊部分的皮膚和頭髮有小部分白色，且每次死後重生情況越頻繁，越容易對身邊的常人帶來名為“龍咳”的疾病。
從變若御子手中獲取名為“拜淚”的紅色不死斬，並從仙鄉的櫻龍獲取能夠削弱九郎身上龍胤之力的“龍淚”。
平田 九郎（Kuro the Divine Heir）　配音員：佐藤美由希（日语） 安伯·胡得（英语）
隻狼的主人。是苇名土地上某古老家族的末裔，被苇名重臣平田氏收为养子。因擁有不死「龍胤」之力，而被苇名弦一郎囚禁，成為各方爭奪的對象。
認為「龍胤」會扭曲他人的人生，所以在追尋著斷絕「龍胤」之法。
是名外表有些中性的少年，擅長製作和菓子。因為擁有「龍胤」之力，所以不會被尋常刀劍所傷。
佛雕师（隻猿/隻猩）（Sculptor）　配音員：浦山迅（日语） 布萊恩·卡明斯（英语）
失去左臂、稍显老态的男子。一直于荒废寺庙中埋头雕刻佛像，却只能雕出愤怒的鬼佛。他拾到了同樣被斩掉左臂的狼，并将自己的「忍义手」送给了他。
過去曾是被稱為「飛猿」的著名忍者，曾因殺戮過多而幾乎化身修羅，直到拜託苇名一心斬斷左手才得以停止。之後為了贖罪而來到荒廢寺院專心雕佛。
因內府在葦名一心病逝後再度入侵，而無法阻止怨嗟之火的侵蝕，化作猿猴狀的怪物，臨終前請求隻狼了結他。
藥師 英麻/永真（Emma）　配音員：伊藤静（日语） 斯蒂芬妮·謝（英语）
于荒废寺庙旁出现在隻狼面前的藥師。她自称是奉主人之命前来协助狼达成他的使命。
曾是被當時仍是忍者的佛雕師在戰場上撿到的孤兒，後來將她託付給友人的藥師作為弟子。
性格恬靜，精擅藥理，默默協助狼與御子。透過隻狼提供的龍咳病人血塊研究出以龍胤之露來恢復龍咳患者的方法。
曾和葦名一心學習劍法（修羅結局使用），但隻狼問及學劍原因時，則說「不斬人，只斬鬼」。隻狼在廢寺偷聽內容時透露過是為了終結佛雕師身上的怨嗟之炎。
苇名 弦一郎（Genichiro Ashina）　配音員：津田健次郎（日语） 瑞伊·蔡斯（英语）
弦一郎是剑圣苇名一心的孙子，但他并非正统出身，而是生于市井之家，母亲去世后被苇名收养。在內府軍大舉進攻苇名国的存亡之际，他不惜染指“龙胤”之血，即使化为异端，也要守护他的国家。
最後用另一把黑色不死斬「開門」（開啟地獄之門），借用龍胤之血和自身的生命為代價自刎，以復活全盛時期的葦名一心。
苇名 一心（Isshin Ashina）　配音員：金尾哲夫（日语） 安德烈·索吉劉茲（英语）
强大的剑圣，一生都在追求武技极限。经由“盗国之战”擊敗了大將田村主膳而统治了苇名国。一心衰老后，苇名国被内府势力围剿，面临存亡危机。衰老的剑圣，為了苇名、也為了弦一郎，最終昂然站立在隻狼面前。
一度病逝於城內的葦名一心借由弦一郎的“開門”黑色不死斬和龍胤之血復活，被隻狼打敗後，毅然讓隻狼用不死斬來了斷。
（原型為會津戰國大名蘆名盛氏，而劍聖的稱號與戰鬥方式原型則來源於上泉信綱。）
变若之子（Divine Child of Rejuvenation）　配音員：清水理沙（日语） 安伯·胡得（英语）
被仙峰寺僧侶為了追求不死而利用變若水制造出来的虚假的龙胤持有者的神祕少女。少女則是實驗中唯一成功的人。
认为龙胤会扭曲人的生存方式，所以愿意协助隻狼断绝不死。
在“龍之歸鄉”結局，將自己化身“搖籃”將九郎回歸“搖籃”之內，並拜託隻狼隨行保護兩人到西方龍之鄉歸還龍胤。
魁忍 貓頭鷹（薄井 右近左衛門）（Owl）　配音員：土师孝也（日语） 達林·德保羅（英语）
隻狼的义父，一个没有主人的忍者。曾在盗国战场上拾到年少的狼，并将狼培育成忍者。教導狼忍者的教条是绝对的铁则。
私通內府，將平田家跟葦名城的警備資訊出賣給内府的忍軍，試圖漁翁得利。
幻影之蝶（Lady Butterfly）　配音員：宫寺智子（日语） 辛蒂·羅賓森（英语）
曾是义父指定给狼的忍术老师之一，是身经百战的幻术师。
不死半兵衛　配音員：塾一久（日語）
具有「蟲附體」這種能死而復生的詛咒的武士。因故流浪到荒廢寺廟附近並在佛雕師的安排下住下，並利用自己的不死身協助狼修練劍術。
其實內心期待著能真正的死去，最後被狼以不死斬斬殺體內的蟲後死亡。
本作外傳漫畫「SEKIRO外傳 不死半兵衛」的主角，曾提及他是田村主膳手下的武士之一，並畫出了他未戴上面具時的長相。
在幼時因飢餓過度幾近瀕死時被仙峰寺的術士以不死蜈蚣復活，成為「蟲附體」。盜國戰結束後被葦名一心斬殺後復活因失去主君而成流浪武士。

### 劇情
16世紀日本戰國時代末期，劍聖葦名一心透過「盜國血戰」統治了葦名國。此時，魁忍貓頭鷹也在戰場收養了一位無名孤兒，並將其命名為狼。
二十多年後，由於一心的衰老和染病以及内府勢力的圍剿，葦名國處於崩壞的邊緣。為重振葦名國，葦名一心之孫葦名弦一郎綁架了皇子九郎，希望利用他體內能使人獲得不死之力的「龍胤」來製造不死的軍隊。此時，狼已成長為成熟的忍者，潛進葦名城營救九郎但在城外被弦一郎阻止，不但落敗而且被砍去左臂。由於狼三年前已獲九郎授予了龍胤，因此活了下來並在一古廟甦醒，發現斷臂已被裝上義肢；廟中不斷雕刻著佛像的獨臂佛雕師本為忍者，在發現命危的狼後把他救回並贈予其忍義手。
狼利用忍義手再度潛入葦名城營救九郎，再次與弦一郎戰鬥並將其擊敗。儘管可以永遠離開葦名國，但是九郎決定留下來並完成「斷絕不死」的儀式，消滅龍胤以免任何人獲得永生。狼勉強奉命收集儀式所需的必要物品：「棲宿之石」、「芳馨水蓮」、以及能夠斬殺不死之物的「不死斬」，返回葦名城時卻遇見了本應於三年前死亡的義父貓頭鷹。義父同樣希望獲得九郎的龍胤，並要求狼放棄對九郎的忠誠。
如果玩家選擇放棄對九郎的忠誠，狼會殺死藥師英麻和年老的一心，隨即背叛兼殺死義父並成為嗜血的「修羅」；如果玩家選擇堅守對九郎的忠誠，狼會在殺死義父後前往獲取儀式的最後材料「龍之淚」。在返回葦名城時，英麻告悉一心已病逝而内府也乘機偷襲葦名城，九郎則已逃亡。城外，狼與傷重的九郎匯合並與手持另一把「不死斬」的弦一郎進行最後一戰。有感葦名復興無望，弦一郎落敗後以「不死斬」犧牲自己以復活正值巔峰時期的一心，一心受弦一郎的決心感動而決定與狼進行決戰，最终败于狼手下并被「不死斬」斩杀。

#### 结局
一心落敗後視乎玩家選擇，遊戲共有三個結局：如把龍之淚給予九郎（無附帶物的單純龍淚），龍胤之力將在狼殺死九郎後被斬斷，狼拋棄忍者身分並成為下一任佛雕師；如狼與英麻找到完成儀式而不犧牲九郎的方法（龍淚+常櫻花瓣），龍胤將在狼犧牲自己後被斬斷，九郎得以回歸凡人之身渡過餘生；如狼協助變若卿子找到把龍胤送歸故土的方法（龍淚+冰淚），九郎將在化作「搖籃」的變若卿子體內回歸，狼伴隨卿子啟程前往西方的龍之故鄉。

## 開發
《隻狼：暗影雙死》的開發工作始於2015年年尾，緊接著《血源诅咒》的DLC《遠古獵人》（The Old Hunters）。在2017年的游戏大奖上，該作釋出預告片顯示新作的標題為《暗影雙死》，它的完整標題則在E3 2018的微軟新聞發布會上公佈。《隻狼：暗影雙死》由因創造魂系列而聞名的日本開發工作室From Software的宮崎英高執導，由美國的動視公司作全球發行商，並已在2019年3月22日發售在Microsoft Windows、Steam、PlayStation 4和Xbox One平台上。
遊戲啟發自From Software有參與製作和發行的隱蔽類遊戲天誅系列。團隊最初考慮把《隻狼：暗影雙死》當作《天誅：暗影刺客》的續作開發，但由於該系列是由多間工作室合力製作的關係而另覓新路。宮崎打算為遊戲的戰鬥營造「兩劍磕碰」的感覺，因此試圖塑造主角成為積極尋找使出致命一擊機會的戰士。他還表示會創造一款只有單人體驗的遊戲，原因是他們認為多人模式會對遊戲造成阻礙。另外，標題的日语「隻狼」意指「獨臂之狼」，與主角身體狀況相對應，而副標題「Shadows Die Twice」則原是預告片的標語，後來動視要求保留它作最終名稱。

### 发行
游戏推出官方設定集《隻狼：暗影雙死 遊戲公式美術資料集》。改编漫畫《SEKIRO 外傳 不死半兵衛》以本篇登場人物「不死半兵衛」為主角的衍生作品，敘述在「劍聖」葦名一心的盜國之戰後，曾在此戰中被殺卻又復活的武士半兵衛的過去。

#### 出版物
《隻狼：暗影雙死 遊戲公式美術資料集》
| 集數 | KADOKAWA       | KADOKAWA            |
| 集數 | 發售日期       | ISBN                |
| ---- | -------------- | ------------------- |
| 1    | 2020年10月20日 | ISBN 978-1975316303 |

《SEKIRO 外傳 不死半兵衛》
| 集數 | KADOKAWA      | KADOKAWA            | 台灣角川       | 台灣角川               |
| 集數 | 發售日期      | ISBN                | 發售日期       | ISBN                   |
| ---- | ------------- | ------------------- | -------------- | ---------------------- |
| 1    | 2020年2月27日 | ISBN 978-4049126839 | 2020年12月16日 | ISBN 978-986-524-120-9 |

## 評價
《隻狼：暗影雙死》獲得了評論媒體的「普遍好評」，PC版本的媒體評論在Metacritic上達到平均88分（滿分100）。在2019年度的遊戲大獎中，共獲得五項提名，並奪得最佳動作冒險遊戲和年度遊戲(Game Of The Year)獎項。

### 銷售
發行首日，《隻狼：暗影雙死》在Steam上吸引了超過108,000名玩家購買，為2019年1月至3月間的最高銷售紀錄，亦是該平台歷史上所有日本遊戲中的第三高，僅次於《魔物獵人 世界》和《黑暗靈魂III》。在其發行首週，《隻狼：暗影雙死》登上英國以至EMEAA首週銷售榜的首位，而在日本則售出157,548份。

### 所獲獎項
| 年份 | 獎項                     | 獲提名                              | 結果 | 來源          |
| ---- | ------------------------ | ----------------------------------- | ---- | ------------- |
| 2018 | 遊戲評論家獎             | 最佳展出                            | 提名 | [ 42 ]        |
| 2018 | 遊戲評論家獎             | 最佳原創遊戲                        | 提名 | [ 42 ]        |
| 2018 | 遊戲評論家獎             | 最佳遊樂器遊戲                      | 提名 | [ 42 ]        |
| 2018 | 遊戲評論家獎             | 最佳動作 / 冒險遊戲                 | 提名 | [ 42 ]        |
| 2018 | 金搖桿獎                 | 最受期待遊戲                        | 提名 | [ 43 ]        |
| 2018 | 玩家選擇獎               | Most Anticipated Game               | 提名 | [ 44 ]        |
| 2019 | 日本遊戲大獎             | 優秀獎                              | 獲獎 | [ 45 ]        |
| 2019 | 金搖桿獎                 | 最佳視覺設計                        | 提名 | [ 46 ] [ 47 ] |
| 2019 | 金搖桿獎                 | 終極年度遊戲                        | 提名 | [ 46 ] [ 47 ] |
| 2019 | 遊戲大獎                 | 年度遊戲                            | 獲獎 | [ 35 ]        |
| 2019 | 遊戲大獎                 | 最佳遊戲指導                        | 提名 | [ 35 ]        |
| 2019 | 遊戲大獎                 | 最佳動作冒險遊戲                    | 獲獎 | [ 35 ]        |
| 2019 | 遊戲大獎                 | 最佳聲效設計                        | 提名 | [ 35 ]        |
| 2019 | 遊戲大獎                 | 最佳美術指導                        | 提名 | [ 35 ]        |
| 2020 | 第23屆年度D.I.C.E.獎     | 年度動作遊戲                        | 提名 | [ 48 ]        |
| 2020 | 第23屆年度D.I.C.E.獎     | 遊戲設計傑出成就獎                  | 提名 | [ 48 ]        |
| 2020 | 遊戲開發者選擇獎         | 年度遊戲                            | 提名 | [ 49 ]        |
| 2020 | 遊戲開發者選擇獎         | 最佳視覺藝術                        | 提名 | [ 49 ]        |
| 2020 | 遊戲開發者選擇獎         | 最佳遊戲設計                        | 提名 | [ 49 ]        |
| 2020 | SXSW遊戲大獎             | 年度遊戲                            | 獲獎 | [ 50 ] [ 51 ] |
| 2020 | SXSW遊戲大獎             | Excellence in Gameplay              | 提名 | [ 50 ] [ 51 ] |
| 2020 | SXSW遊戲大獎             | Excellence in Technical Achievement | 提名 | [ 50 ] [ 51 ] |
| 2020 | SXSW遊戲大獎             | Excellence in Visual Achievement    | 獲獎 | [ 50 ] [ 51 ] |
| 2020 | 第16屆英國電影學院遊戲獎 | 年度最佳遊戲獎                      | 提名 | [ 52 ]        |
| 2020 | 第16屆英國電影學院遊戲獎 | 傑出動畫獎                          | 提名 | [ 52 ]        |
| 2020 | 第16屆英國電影學院遊戲獎 | 傑出遊戲設計獎                      | 提名 | [ 52 ]        |
| 2020 | 第16屆英國電影學院遊戲獎 | 傑出技術成就獎                      | 提名 | [ 52 ]        |

## 外部連結
- 官方网站：英文、日文、简体中文
- YouTube上的隻狼：暗影雙死播放列表 - sekirothegame
- YouTube上的隻狼：暗影雙死播放列表 - FROMSOFTWARE
- YouTube上的隻狼：暗影雙死頻道